# Teplice
Teplice (tyska: Teplitz) är en stad i Tjeckien belägen i regionen Ústí nad Labem i nordvästra Tjeckien. Per den 1 januari 2016 hade staden 49 959 invånare.
Teplice är belägen på slättlandet vid Bílinafloden som skiljer Erzgebirge från České středohoří. Staden är en mycket känd spastad, och är den näst största spaorten i Tjeckien efter Karlovy Vary.
Geologen Gustav Karl Laube föddes i Teplice 1839. Supermodellen Daniela Peštová föddes i Teplice 1970.